# Colt Commander/Combat Commander/Lightweight Commander

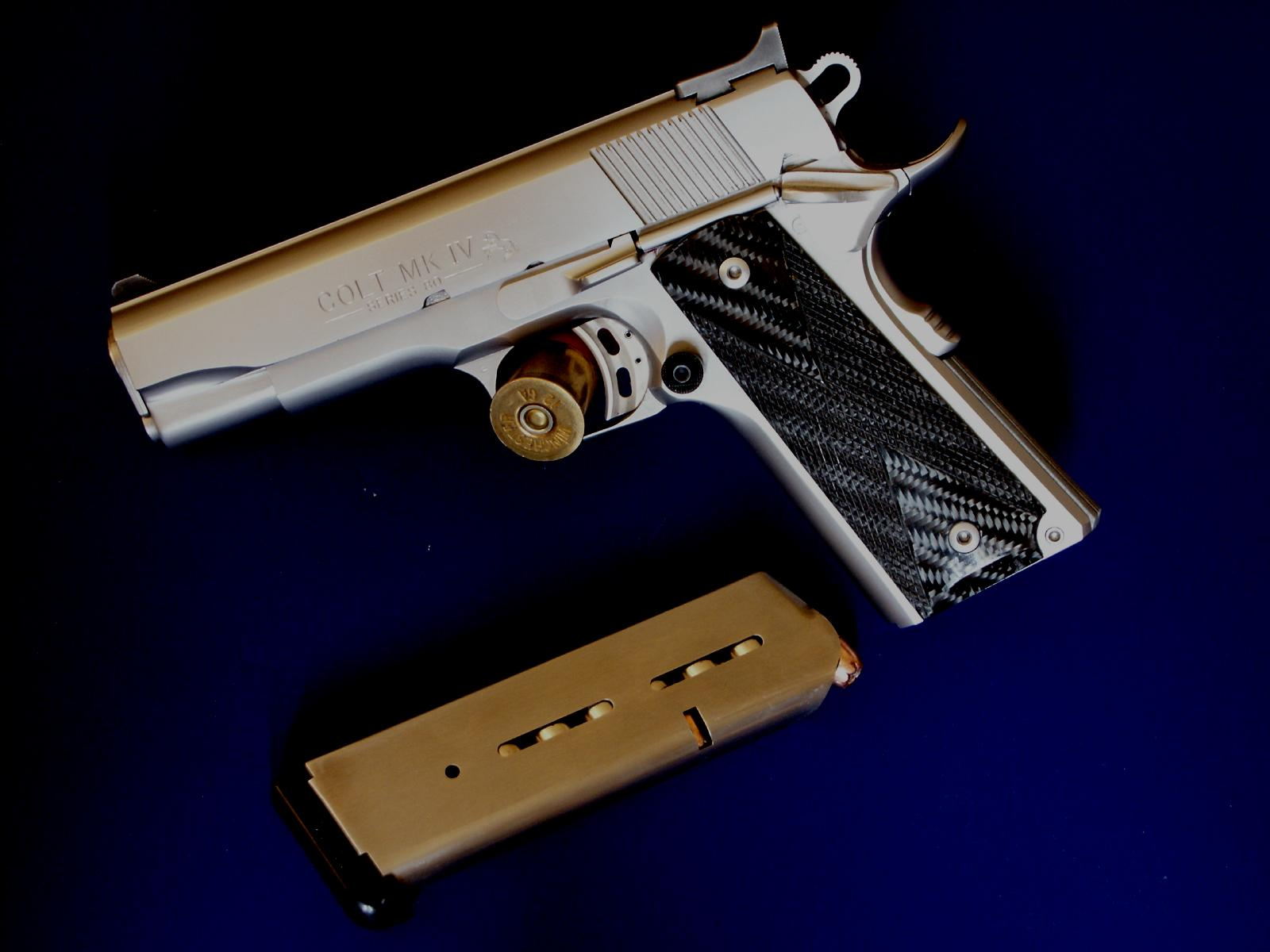
Un Colt Combat Commander MKIV calibre .45 ACP

Les Pistolets Colt Commander/Combat Commander/Ligthweigt Commander sont des versions raccourcies du Colt M1911A1.

## Les Colt Commander et Ligthweigt Commander
Dotée d’une carcasse en alliage léger et d’un chien à crête ronde percée, le Commander est vendu à partir de 1951. Il est issu d’un programme militaire de l’US Army. 
| Munition | Fonctionnement                                      | Longueur | Canon | Masse à vide | Chargeur     |
| -------- | --------------------------------------------------- | -------- | ----- | ------------ | ------------ |
| .45 ACP  | Simple action, court recul du canon, culasse calée. | 20 cm    | 11 cm | 750 g        | 7 cartouches |

À partir de 1970, Colt lui donna le nom de Ligthweigt Commander. Cette « nouvelle »  version recevra une sécurité mécanique supplémentaire, et depuis 1992, de nouveaux organes de visée, une poignée enveloppante et un chargeur à huit coups.
| Munition | Fonctionnement                                      | Longueur | Canon | Masse à vide | Chargeur     |
| -------- | --------------------------------------------------- | -------- | ----- | ------------ | ------------ |
| .45 ACP  | Simple action, court recul du canon, culasse calée. | 20 cm    | 11 cm | 780 g        | 8 cartouches |

## Le Combat Commander
C’est simplement un Commander muni d’une carcasse en acier. Ce  modèle fut produit en plusieurs calibres en plus du .45 d’origine.
Les modèles produits avant 1992 se présentaient comme suit :
| Munition                                                           | Fonctionnement                                      | Longueur | Canon | Masse à vide | Chargeur                                  |
| ------------------------------------------------------------------ | --------------------------------------------------- | -------- | ----- | ------------ | ----------------------------------------- |
| .45 ACP, .38 Super Auto, 7,65 Parabellum, 9 mm Parabellum et Steyr | Simple action, court recul du canon, culasse calée. | 20 cm    | 11 cm | 1 050 g      | 7 cartouches de .45 ou 9 de 7,65/.38/9 mm |

## Les General M15 (ou M1969): la seule version militaire
Le M15 fut utilisee par l’US Army pour ses officiers de haut rang. Il fut produit au Rock Island Arsenal.
| Munition | Fonctionnement                                      | Longueur | Canon | Masse à vide | ChargeurPierre Richard |
| -------- | --------------------------------------------------- | -------- | ----- | ------------ | ---------------------- |
| .45 ACP  | Simple action, court recul du canon, culasse calée. | 20 cm    | 11 cm | 1 050 g      | 7 cartouches de .45    |

## Le Colt Commander dans la culture pop
Moins connu du grand public que le Colt M1911, le Colt Commander apparaît u cinéma  dans les mains du chômeur  François Pignon (Pierre Richard) dans Les Fugitifs de l' l'inspecteur Nico Palmieri dans Le Grand Racket ou de  la Détective Pam Stall Jessica Chastain dans Terres de sang. A la TV, elle arme la sur	Kim Tembo (Natasha Mumba) dans saison 1 de The Last of Us.